# Rafał Piwowarski
Rafał Wiktor Piwowarski (ur. 9 października 1947 w Warszawie) – polski pedagog, profesor nauk humanistycznych, nauczyciel akademicki, badacz systemu edukacyjnego.

## Życiorys
Urodził się w 1947. Absolwent VI Liceum Ogólnokształcącego im. Tadeusza Reytana w Warszawie (1965). W 1971 ukończył studia wyższe na Wydziale Biologii i Nauk o Ziemi Uniwersytetu Warszawskiego, uzyskując tytuł zawodowy magistra w zakresie geografii ekonomicznej. W 1976 doktoryzował się na Wydziale Nauk Społecznych Uniwersytetu Gdańskiego (nauki humanistyczne – pedagogika) na podstawie rozprawy Optymalizowanie sieci szkolnictwa ogólnokształcącego (promotor Kazimierz Podoski). W 1993 uzyskał habilitację w Instytucie Pedagogiki Wydziału Nauk Społecznych Uniwersytetu im. Adama Mickiewicza w Poznaniu (pedagogika – metodologia badań edukacyjnych) na podstawie pracy Sieć szkolna a dostępność kształcenia. 31 stycznia 2008 otrzymał tytuł naukowy profesora nauk humanistycznych. Specjalizuje się w zagadnieniach z zakresu polityki edukacyjnej, metodologii badań edukacyjnych, organizacji oświaty, demografii oświatowej. Autor przeszło 180 publikacji naukowych, do 2014 wypromował pięciu doktorów.
Od 1976 adiunkt w Instytucie Badań Edukacyjnych w Warszawie, gdzie pracował do 2015. Od 1997 do 2014 zatrudniony w Uniwersytecie w Białymstoku, w którym pełnił funkcję kierownika zakładu, katedry, w latach 2005–2012 prodziekana ds. nauki Wydziału Pedagogiki i Psychologii. W 2012 otrzymał tytuł „Zasłużony dla Uniwersytetu w Białymstoku”. Prowadził wykłady z metodyki badań w Wszechnicy Mazurskiej w Olecku. Od 2014 zawodowo związany z Akademią Pedagogiki Specjalnej im. Marii Grzegorzewskiej w Warszawie, profesor w Katedrze Społecznych Podstaw Rozwoju Oświaty Instytutu Pedagogiki tej uczelni. Uczestniczył w wielu międzynarodowych projektach badawczych koordynowanych m.in. przez UNDP, UNESCO, OECD. W latach 2007–2015 był kierownikiem krajowym projektu TALIS (badania nauczycieli i dyrektorów szkół). Od 2012 członek Międzynarodowego Stowarzyszenia Planowania Oświaty (International Society for Educational Planning, ISEP, USA).

## Publikacje książkowe
- Optymalizowanie sieci szkolnictwa ogólnokształcącego (1976)[5]
- Optymalizowanie sieci szkolnej (1983)[11]
- Dynamika zmian sieci szkolnej w latach 1977–1989 (ekspertyza) (1990)[12]
- Sieć szkolna a dostępność kształcenia (1992, ISBN 978-83-01-10954-7)
- Education under the circumstances of social and political changes (1992, wraz z Mirosławem Szymańskim, ISBN 978-83-85295-04-4)
- Secondary education in Poland (1996, ISBN 978-92-871-2927-7)
- Modern trends and actors in education: policies and reforms in Poland (1996, ISBN 978-83-86696-18-5)
- Edukacja dorosłych w latach 1990–1994 (1996, wraz z Elżbietą Drogosz-Zabłocką, ISBN 978-83-85295-52-5)
- Oświata dorosłych: nowe uwarunkowania i wyzwania (1998, ISBN 978-83-85295-71-6)
- Szkoły na wsi – edukacyjne wyzwanie (2000, ISBN 978-83-87925-37-6
- Wskaźniki edukacyjne – Polska 2000 (2001, wraz z Andrzejem Bogajem i Stefanem Michałem Kwiatkowskim, ISBN 978-83-87925-48-2)
- Dziecko – nauczyciel – rodzice: konteksty edukacyjne (2003, ISBN 978-83-87925-61-1)
- Upowszechnianie szkoły maturalnej: polityka i praktyka edukacyjna (2003, wraz z Elżbietą Drogosz-Zabłocką, ISBN 978-83-916095-9-0)
- Edukacja z perspektywy lokalnej i międzynarodowej (2006, ISBN 978-83-87925-72-7)
- Dziecko – sukcesy i porażki (2007, ISBN 978-83-87925-81-9)
- TALIS. Nauczanie – wyniki badań 2008: Polska na tle międzynarodowym (2009, wraz z Magdaleną Krawczyk)[13]
- Polscy nauczyciele i dyrektorzy na tle międzynarodowym. Główne wyniki badania TALIS 2013: raport z badania (2013, współautorzy Kamila Hernik, Karolina Malinowska, Jadwiga Przewłocka, Magdalena Smak, Andrzej Wichrowski, ISBN 978-83-61693-49-9)

## Odznaczenia
- Medal Komisji Edukacji Narodowej[14] (2021)[potrzebny przypis]
- Złoty Medal za Długoletnią Służbę (2010)[potrzebny przypis]
- Złoty Krzyż Zasługi (1998)[15]
- Srebrny Krzyż Zasługi (1990)[potrzebny przypis]
- Brązowy Krzyż Zasługi (1978)[potrzebny przypis]